# Simone de Beauvoir

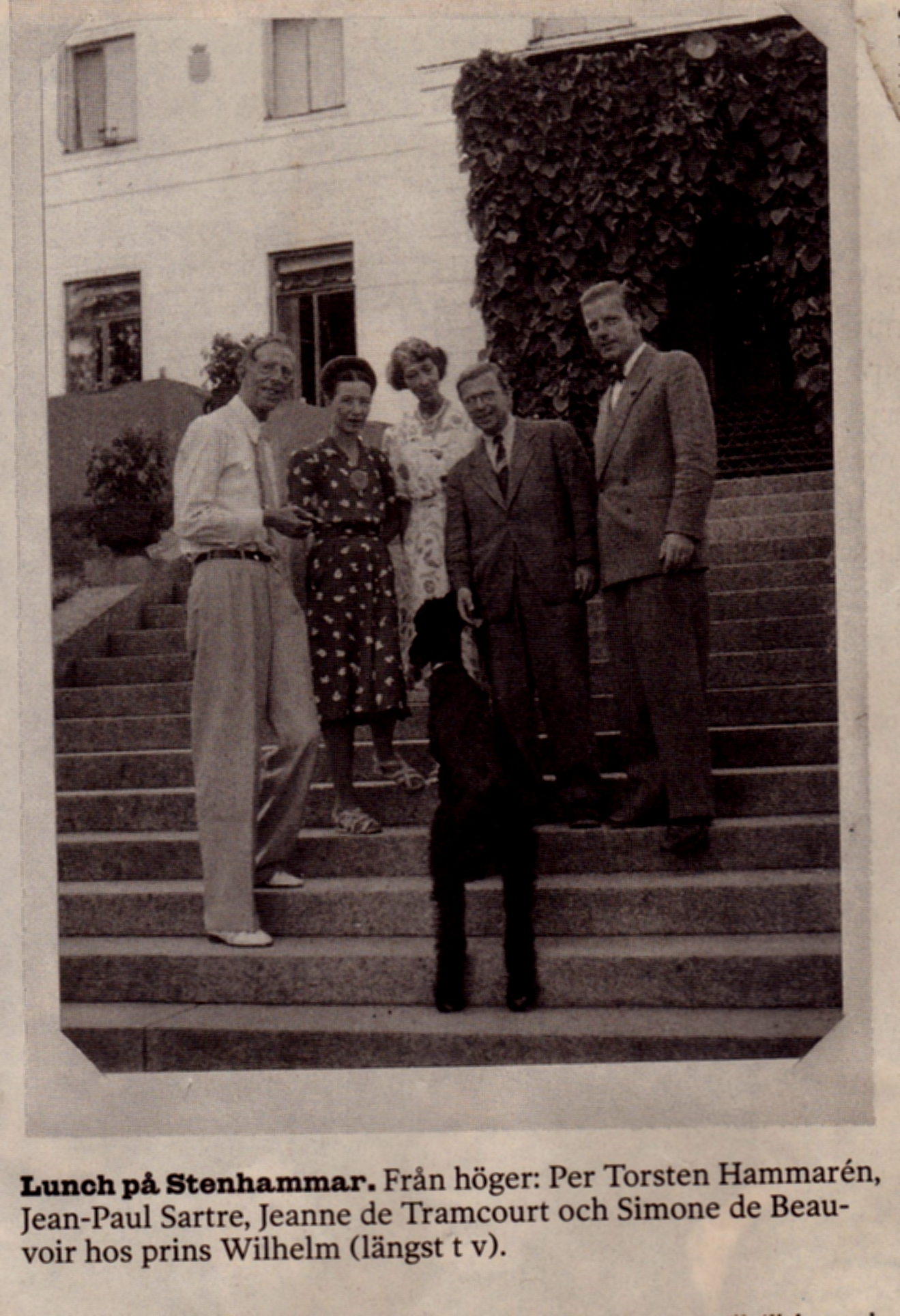
Vid Stenhammars slott den 3 maj 1945. Från vänster: Prins Wilhelm, Simone de Beauvoir, Jeanne de Tramcourt, Jean Paul Sartre och Per-Thorsten Hammarén.

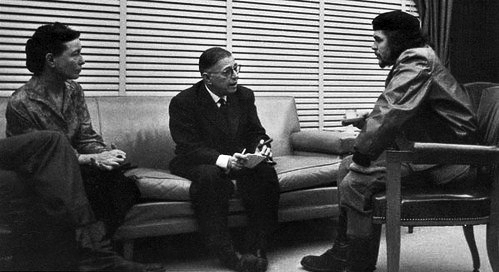
Simone de Beauvoir tillsammans med Jean-Paul Sartre och Che Guevara, 1960.

Simone Lucie Ernestine Marie Bertrand de Beauvoir, född 9 januari 1908 i Paris, död 14 april 1986 i Paris, var en fransk intellektuell, författare, filosof, existentialist och feminist. Beauvoirs filosofi brukar beskrivas som en blandning av ateistisk existentialism samt fenomenologi, och handlar till stor del om etik och frågan hur man ska förhålla sig till sina medmänniskor. 
Författarens mest kända bok är Det andra könet (originaltitel Le Deuxième Sexe) (skriven 1949-50), som är en av feminismens centrala klassiker. Från denna bok kommer ett av hennes mest kända citat "man föds inte till kvinna, man blir det". Hon har även skrivit skönlitteratur och essäer. De senare verken har handlat allt mer om åldrande och samhällets behandling av äldre. Hennes livskamrat, med vilken hon gjorde många resor, var Jean-Paul Sartre, en annan existentialist. De ligger begravda sida vid sida på Montparnassekyrkogården i Paris.

## Biografi

### Uppväxt och studietid
Simone de Beauvoir föddes i en högborgerlig familj i Paris. Hennes far, Georges Bertrand de Beauvoir, var advokat och gift med Françoise Beauvoir (född Brasseur). Moderns hårda uppfostran satte spår i den unga Simone de Beauvoir, som revolterade mot katolicism och bourgeoisie. Simone de Beauvoir var medveten om att fadern skulle ha föredragit en son framför de två döttrar han nu hade. Fadern sade till Beauvoir: "Du har en mans hjärna" och från tidig ålder var hon en student som utmärkte sig från mängden. Hon blev, likt sin far, mycket intresserad av teater och litteratur, ett intresse hon skulle behålla hela livet.
Efter första världskriget gick Simone de Beauvoirs morfar, som var vd för Meuse Bank, i personlig konkurs. Detta resulterade i att hela familjen försattes i fattigdom. Man fick flytta in i en mindre lägenhet och hennes far fick återgå i arbete, vilket gjorde att föräldrarnas relation blev lidande.
Vid 15 års ålder hade Simone de Beauvoir bestämt sig för att bli författare. Hon studerade flera olika ämnen vid Université de Paris, bland annat latin, litteraturhistoria och matematik, men blev mest intresserad av filosofi. Inför ämnets slutliga agrégation gick Simone de Beauvoir även på filosofiföreläsningar på École normale supérieure utan att vara registrerad elev där. Det var då hon sedermera träffade Jean-Paul Sartre, Paul Nizan och René Maheu, som alla var studenter där och kom att bli mycket goda vänner. 1929, 21 år gammal, avlade Simone de Beauvoir examen i ämnet med en uppsats om den tyske filosofen och matematikern Gottfried Wilhelm Leibniz och blev den yngsta eleven någonsin på skolan att lyckas ta en examen i filosofi. Under agrégationen kom hennes examen på andra plats efter Jean-Paul Sartres, som var hans andra försök (han hade misslyckats med sin första examen). Juryn diskuterade länge om huruvida de skulle ge Sartre eller Beauvoir första plats i tävlingen. I slutändan var det Sartre som fick förstaplatsen.

### Filosofilärare
Jean-Paul Sartre och Simone de Beauvoir umgicks flitigt och utbytte kritik och idéer om varandras feministiska och existentialistiska filosofiska arbeten. Oftast gjorde de det på kaféet Les Deux Magots i stadsdelen Saint-Germain-des-Prés i Paris. I oktober 1929 blev Sartre och Beauvoir ett par och Sartre friade. Emellertid kunde de inte gifta sig för att hon inte hade någon hemgift och därför beslöt de att istället bli livskamrater.
1931 började hon undervisa i filosofi vid en skola i Marseille men flyttade senare till Rouen för att undervisa vid Lycée Pierre-Corneille. Hon stannade där till och med 1943. Under tiden på Lycée Pierre-Corneille inträffade flera incidenter där Beauvoir anklagades för att förföra yngre, kvinnliga studenter. 1943 ledde det till att hon blev avstängd på grund av rykten om att hon 1939 hade förfört den 17-åriga studenten Nathalie Sorokine.

### Författarkarriär
1943 publicerades Simone de Beauvoirs debutverk Den inbjudna, en fiktiv metafysisk roman som bland annat behandlar existentialistiska tankar om frihet, ångest och Den Andre.
I juni 1949 publicerades de första avsnitten av Det andra könet i Jean-Paul Sartres tidskrift Les Temps Modernes. 1950 hade alla kapitel publicerats.
Under 1954 publicerades Simone de Beauvoirs nyckelroman Mandarinerna. Den belönades med Goncourtpriset samma år. Mandarinerna handlade om personer i Sartres och Beauvoirs vänskapskrets och framför allt Beauvoirs intima relation med den amerikanska författaren Nelson Algren. Boken var även dedicerad till honom. Algren blev rasande över hur rakt och uppriktigt deras relation öppet beskrevs. Han skrev rasande negativa recensioner av bokens amerikanska upplagor för amerikanska tidningar.
1978 undertecknade de Beauvoir tillsammans med bland andra Sartre och Michel Foucault ett öppet brev i protest mot att tre män hölls häktade för våldtäkt av en trettonåring. Artikeln hävdade att om trettonåringar hade rätt att få ut p-piller, borde de också kunna ge samtycke till sexuellt umgänge.

### Död och eftermäle

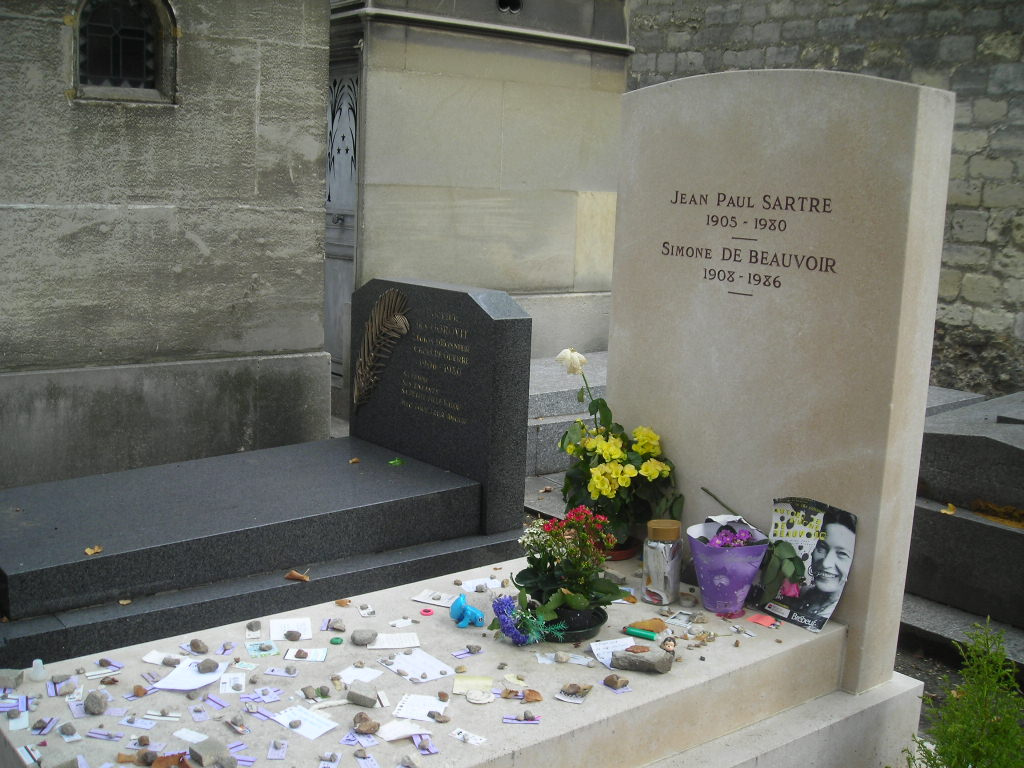
Beauvoirs och Sartres grav på Montparnassekyrkogården.

Simone de Beauvoir avled den 14 april 1986 av lunginflammation, 78 år gammal. Hon begravdes tillsammans med Jean-Paul Sartre, med Nelson Algrens ring på fingret. Över fem tusen kvinnor följde henne i sorgetåget till hennes sista vila på Montparnassekyrkogården i Paris.

## Priser och utmärkelser
- Prix Goncourt, 1954
- Jerusalem Prize, 1975
- Österrikiska statens pris för europeisk litteratur, 1978
- Nedslagskratern De Beauvoir på planeten Venus[10]
- Asteroiden 11385 Beauvoir.[11]

### Antologier i urval
- 1979 – Les écrits de Simone de Beauvoir (utgiven av Claude Francis och Fernande Gontier. Innehåller flera tidigare opublicerade texter.)[12]
- 2012 – Brigitte Bardot & Lolitasyndromet: essäer (översättning Anna Petronella Fredlund, Modernista, 2012)